# Cal di San Michele
Cal di San Michele (in sloveno Kal) è un centro abitato della Slovenia, frazione del comune di San Pietro del Carso.

## Etimologia
Il paese prende il nome dalle cavità poco profonde del terreno carsico, dove si raccoglie e stagna l'acqua piovana, non penetrando nel sottosuolo carsico perché vi è un fondo ricoperto da uno strato impermeabile di argilla.

## Storia
Secondo la tradizione orale, il paese è citato per la prima volta nelle fonti nel XII secolo.
Tra il 1823 e il 1882 fu comune autonomo.

## Monumenti e luoghi d'interesse
La chiesa di San Bartolomeo (sveti Jernej), celebrato il 24 agosto, risale al XVI secolo e appartiene alla parrocchia di Cossana.
La casa natale di Jakob Žnidaršič (1847-1903), pubblicista e professore al Gran ginnasio di Sarajevo, è un monumento di interesse nazionale.